# 済州競馬場
済州競馬場（チェジュけいばじょう）は、大韓民国済州特別自治道済州市にある競馬場。済州競馬公園とも。施行者ならびに管理者は韓国馬事会（KRA）である。現在の名前はレッツランパーク済州（韓国語：렛츠런파크 제주）である。

## 特徴
韓国産在来種のポニー品種、済州馬による競馬が行われている。済州馬は天然記念物に指定されており、種の保護育成の目的も兼ねている。
ソウル競馬場、釜山慶南競馬場と異なり、グレードレース（大賞競走）は行われていない。

## コース概要
- 馬場：右回りでコースは1周1600m、ゴール前の直線は400mである。
- コース幅：25m
  - 距離設定：800m、1000m、1200m、1400m、1610m、1700m、1800m